# Evangelische Kirche Oldinghausen-Pödinghausen

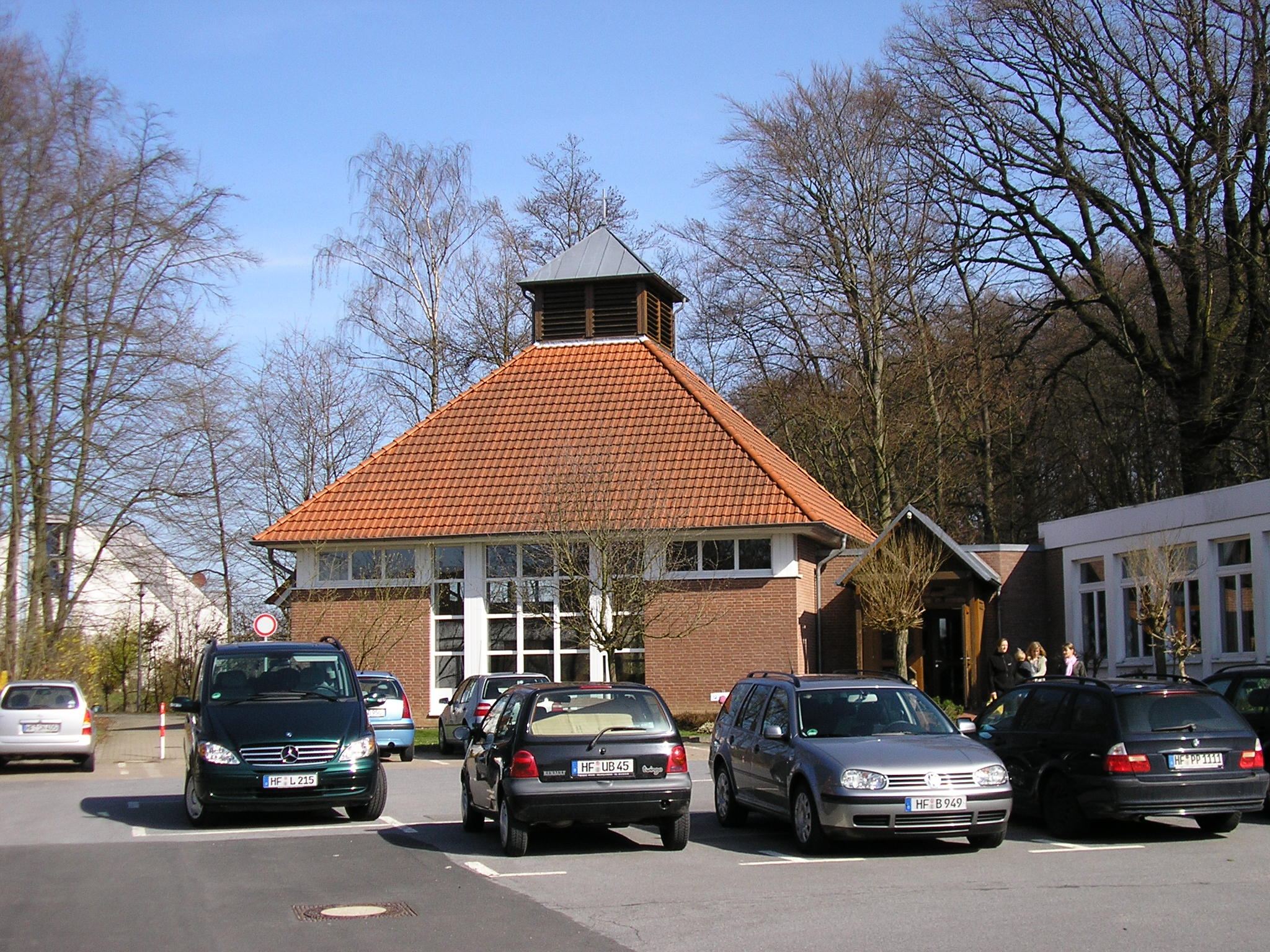
Evangelische Kirche in Pödinghausen

Die Evangelische Kirche Oldinghausen-Pödinghausen ist eine von vier Kirchen der Evangelisch-lutherischen Kirchengemeinde Enger. Sie steht im Ortsteil Pödinghausen der ostwestfälischen Stadt Enger. Die Kirche befindet sich an der Martinstraße 20. Die Kirche ist die Kirche für den Gemeindebezirk „Oldinghausen, Pödinghausen“.
Pfarrer im Jahr 2022 ist Joachim Eisemann.